# ليونيل باير
ليونيل باير هو كاتب سيناريو ومخرج سويسري، ولد في 13 ديسمبر 1975 في لوزان في سويسرا.

## وصلات خارجية
- ليونيل باير على موقع IMDb (الإنجليزية)
- ليونيل باير على موقع قاعدة بيانات الأفلام العربية
- ليونيل باير على موقع ألو سيني (الفرنسية)
- ليونيل باير على موقع أول موفي (الإنجليزية)
- ليونيل باير على موقع قاعدة بيانات الفيلم (الإنجليزية)
- ليونيل باير على موقع كينوبويسك (الروسية)